# الضهرة (تعز)
الضهرة هي إحدى قرى الجمهورية اليمنية. وهي تتبع جغرافيًا لمحافظة تعز. وإداريًا لمديرية المعافر. يبلغ تعداد سكانها 2116 نسمة حسب الإحصاء الذي جرى عام 2004.